# ヴァニティ・フェア (バンド)
ヴァニティ・フェア（Vanity Fare：小説『虚栄の市』や雑誌名との類似から、しばしば誤って Vanity Fair と誤記される）は、1966年に結成されたイギリスのポップ/ロック・グループで、1970年に世界的な大ヒットとなり、百万枚以上を売った「夜明けのヒッチ・ハイク (Hitchin' a Ride)」によって知られている。

## 経歴
学校の友人だった、トレヴァー・ブライス (Trevor Brice、1945年2月12日 - ：イングランド・ケント州ロチェスター生まれ：ボーカル）、トニー・グールデン (Tony Goulden、出生名アンソニー・グールデン (Anthony Goulden)、1942年11月21日 - ：ロチェスター生まれ：ギター）、ディック・アリックス（Dick Allix、出生名リチャード・アリックス (Richard Allix)、1945年5月3日 - ：ケント州グレイブセンド (Gravesend) 生まれ：ドラム）、トニー・ジャレット（Tony Jarrett、出生名アンソニー・ジャレット (Anthony Jarrett)、1943年9月4日 - ：ロチェスター生まれ：ベース）は、1966年にケント州でバンドを組み、ジ・アヴェンジャーズ (The Avengers) と称した。地元のいろいろなナイトクラブに出演している間に、実業家のロジャー・イースタービー (Roger Easterby) に見出され、イースタービーがバンドのマネージャー、音楽プロデューサーとなった。やがて、サッカレーの小説『虚栄の市』からとった「ヴァニティ・フェア」に改名したバンドは、ベル・レコード (Bell Records) の一部門であったページ・ワン・レコード (Page One Records) と契約した。もともと1965年にザ・サンレイズが吹き込んだ曲をカバーした最初のシングル「太陽に叫ぼう(I Live For The Sun)」は、1968年の夏にイギリスでヒットした。その後の2枚のシングル「二人だけの朝 (Summer Morning)」と「Highway Of Dreams」は全英シングルチャート入りしなかったが、続く「幸福の朝 (Early in the Morning)」は、バンドにとってイギリスでの最大のヒットとなった。マイク・リーンダー (Mike Leander) とエディ・シーゴ (Eddie Seago) が書いたこの曲は、1969年8月にイギリスで8位まで上昇し、ゴールドディスクに認定された。
続く「夜明けのヒッチ・ハイク」からは、キーボード奏者バリー・ランデメン（Barry Landemen、1947年10月25日 - ：サフォーク州ウッドブリッジ (Woodbridge) 生まれ）がグループに加わった。ピーター・キャランダー (Peter Callander) とミッチ・マレイ (Mitch Murray) が書いた「夜明けのヒッチ・ハイク」は、グループにとって2枚目の、百万枚以上を売り上げたシングルとなり、シカゴのラジオ局 WLSでは1970年5月に、同じくWCFLでは6月に、それぞれ2週間にわたってチャートの首位となり、Billboard Hot 100では、1970年6月から7月にかけて最高5位、イギリスでは1970年1月に16位まで上昇した。
このヒットに先だって、バンドは合衆国でツアーを行っていたが、このツアーの後、ディック・アリックスとトニー・グールデンはバンドを離れ、代わってピアニスト兼歌手のエディ・ウィーラー (Eddie Wheeler) と、ドラマーのマーク・エレン (Mark Ellen) が加わった。
1970年末までに、さらに2枚のシングルが続き、マイク・リーンダーとエディ・シーゴが書いた「Come Tomorrow」、ロジャー・クック (Roger Cook) とロジャー・グリーナウェイ (Roger Greenaway) の「Carolina's Coming Home」が出されたが、合衆国でもイギリスでも、チャート入りは果たせなかった。また、遅れて合衆国でもリリースされた「二人だけの朝」は、チャート入りも2週だけで、最高位は98位であった。
その後も数年間、さらにシングルがリリースされ、その中にはDJMレコード (DJM Records) から出た、トニー・マコーレイ (Tony Macaulay) 作の「Better By Far」なども含まれていたが、いずれもチャート入りはしなかった。この後、バンドはヨーロッパを回るライブ・ツアーに専念することを決め、ツアー先ではヒットする曲も出した。1970年代半ば以降は、ジャレットの脱退とバーニー・ハグリー (Bernie Hagley) への交代など、数々のメンバー交代を経て、グループは散発的にはレコーディングを行なわなくなった。1986年、グループはイギリス代表としてユーロビジョン・ソング・コンテストに出場することを目指し、予選である「A Song for Europe」のイギリス大会に、古くからのメンバーであるエレンとウィーラー、またベニー・ハグリーに加え、ジミー・キャシディ (Jimmy Cassidy) をボーカル、フィル・キットー (Phil Kitto) をキーボードに据え、「Dreamer」という曲で出場したが、結果は3位に終わった。グループは、2007年には、P・J・プロビー (P. J. Proby) とともにツアーをした。
その後もグループは活動を継続しており、メンバー構成はハグリー、ウィーラー、エレンに、スティーヴ・オークマン (Steve Oakman) となっている。
ブライスは、余暇として合唱団 the City of Bath Male Choir にセカンド・テナーとして参加しており、この合唱団はBBC One の『Last Choir Standing』の決勝まで進出した。ブライスの息子であるセバスチャン・ブライス (Sebastian Brice) はアート・ロック・バンド、エイヴィアス (Avius) のメンバーとなっている。

## ディスコグラフィ

### スタジオ・アルバム
- 『サン・ウインド・アンド・アザー・シングス』 - The Sun. The Wind. And Other Things (1968年)
- Early in the Morning (1970年)

### コンピレーション・アルバム
- 『夜明けのヒッチハイク』 - Coming Home (1970年)
- Vanity Fare (1981年)
- Beach Party (1988年)
- Will You Still Love Me Tomorrow (1994年)
- The Best of Vanity Fare (2004年)
- Hitchin' a Ride (2013年)
- 『アイ・リヴ・フォー・ザ・サン - コンプリート・レコーディングス 1968-1974』 - I Live for the Sun: Complete Recordings 1966–76 (2015年)